# Elecciones presidenciales de Estados Unidos de 2024 en Maryland
Las elecciones presidenciales de Estados Unidos de 2024 en Maryland se llevarán a cabo el 5 de noviembre de 2024, como parte de las elecciones presidenciales de Estados Unidos de 2024. Los votantes de Maryland elegirán a los diez electores que los representarán en el Colegio Electoral mediante votación popular.
Principalmente debido a las áreas metropolitanas progresistas y culturalmente nororientales de Baltimore y Washington, y a pesar de que áreas como el oeste de Maryland y la costa este son rurales, conservadoras y aún culturalmente sureñas, los demócratas han ganado consistentemente los votos electorales de Maryland por dos dígitos desde 1992. Por lo tanto, se espera que Maryland sea un estado azul seguro en 2024.

## Resultados

### Generales
| Partido       | Partido       | Candidato                        | Votos | %   |
| ------------- | ------------- | -------------------------------- | ----- | --- |
|               | Demócrata     | Kamala Harris                    |       |     |
|               | Republicano   | Donald Trump                     |       |     |
|               | Libertario    | Chase Oliver                     |       |     |
|               | Verde         | Jill Stein                       |       |     |
|               | Independiente | Robert F. Kennedy Jr. (retirado) |       |     |
| Escritos      |               |                                  |       |     |
|               |               |                                  |       |     |
| Total         | Total         | Total                            |       | 100 |
| Participación |               |                                  |       |     |
| Registrados   |               |                                  |       |     |
|               |               |                                  |       |     |
| Fuente:       |               |                                  |       |     |

### Por condado
|                    | Harris Demócrata | Harris Demócrata | Trump Republicano | Trump Republicano | Total | Margen | Margen |
| Condado            | Votos            | %                | Votos             | %                 | Total | Votos  | %      |
| ------------------ | ---------------- | ---------------- | ----------------- | ----------------- | ----- | ------ | ------ |
| Allegany           |                  |                  |                   |                   |       |        |        |
| Anne Arundel       |                  |                  |                   |                   |       |        |        |
| Baltimore          |                  |                  |                   |                   |       |        |        |
| Baltimore (ciudad) |                  |                  |                   |                   |       |        |        |
| Calvert            |                  |                  |                   |                   |       |        |        |
| Caroline           |                  |                  |                   |                   |       |        |        |
| Carroll            |                  |                  |                   |                   |       |        |        |
| Cecil              |                  |                  |                   |                   |       |        |        |
| Charles            |                  |                  |                   |                   |       |        |        |
| Dorchester         |                  |                  |                   |                   |       |        |        |
| Frederick          |                  |                  |                   |                   |       |        |        |
| Garrett            |                  |                  |                   |                   |       |        |        |
| Harford            |                  |                  |                   |                   |       |        |        |
| Howard             |                  |                  |                   |                   |       |        |        |
| Kent               |                  |                  |                   |                   |       |        |        |
| Montgomery         |                  |                  |                   |                   |       |        |        |
| Prince George's    |                  |                  |                   |                   |       |        |        |
| Queen Anne's       |                  |                  |                   |                   |       |        |        |
| Saint Mary's       |                  |                  |                   |                   |       |        |        |
| Somerset           |                  |                  |                   |                   |       |        |        |
| Talbot             |                  |                  |                   |                   |       |        |        |
| Washington         |                  |                  |                   |                   |       |        |        |
| Wicomico           |                  |                  |                   |                   |       |        |        |
| Worcester          |                  |                  |                   |                   |       |        |        |